# Arturo Torrijos
Arturo Torrijos Curiel (20 de agosto de 1983) es un deportista español que compitió en tiro con arco, en la modalidad de arco compuesto. Ganó dos medallas de plata en el Campeonato Europeo de Tiro con Arco en Sala de 2002, en las pruebas individual y de equipo.

## Palmarés internacional
| Campeonato Europeo en Sala | Campeonato Europeo en Sala | Campeonato Europeo en Sala | Campeonato Europeo en Sala |
| Año                        | Lugar                      | Medalla                    | Prueba                     |
| -------------------------- | -------------------------- | -------------------------- | -------------------------- |
| 2002                       | Ankara (Turquía)           | Medalla de plata           | Individual                 |
| 2002                       | Ankara (Turquía)           | Medalla de plata           | Equipo                     |